# Phragmatobia nigra
Phragmatobia nigra là một loài bướm đêm thuộc phân họ Arctiinae, họ Erebidae.